# Filip Hadač
Filip Hadač (* 26. března 1993 Opava) je český orientační běžec. Kariéru běžce započal od útlého věku za klub Přátel orientačního běhu Opava (POBO) a díky svým úspěchům reprezentuje i švédský klub Jönköpings OK, za který běhá i prestižní štafetový závod Tiomila. V roce 2009 ukončil studium na ZŠ Englišovu v Opavě a nastupuje na Slezské gymnázium v Opavě.

## Sportovní kariéra

### Umístění na MS a ME
| Přehled úspěchů na Mistrovství světa juniorů | Přehled úspěchů na Mistrovství světa juniorů | Přehled úspěchů na Mistrovství světa juniorů | Přehled úspěchů na Mistrovství světa juniorů | Přehled úspěchů na Mistrovství světa juniorů |
| Mistrovství světa juniorů                    | Sprint                                       | Middle                                       | Long                                         | Štafety                                      |
| -------------------------------------------- | -------------------------------------------- | -------------------------------------------- | -------------------------------------------- | -------------------------------------------- |
| Aalborg 2010                                 | 43. místo                                    | 52. místo                                    | 55. místo                                    | 15. místo                                    |
| Wejherowo 2011                               | 59. místo                                    | Kval.                                        | 56. místo                                    | 31. místo                                    |

- Mistrovství Evropy dorostu 2008 (Švýcarsko, Rüttenen) – štafety – 3. místo
- Mistrovství Evropy dorostu 2008 (Švýcarsko, Rüttenen) – klasická trať – 14. místo
- Mistrovství Evropy dorostu 2008 (Švýcarsko, Solothurn) – sprint – 31. místo
- Mistrovství Evropy dorostu 2009 (Srbsko, Kopaonik) – klasická trať – 1. místo
- Mistrovství Evropy dorostu 2009 (Srbsko, Kopaonik) – štafety – 1. místo
- Mistrovství Evropy dorostu 2009 (Srbsko, Kopaonik) – sprint – 12. místo

### Umístění na MČR
| Umístění na Mistrovství České republiky v orientačním běhu | Umístění na Mistrovství České republiky v orientačním běhu | Umístění na Mistrovství České republiky v orientačním běhu | Umístění na Mistrovství České republiky v orientačním běhu | Umístění na Mistrovství České republiky v orientačním běhu | Umístění na Mistrovství České republiky v orientačním běhu | Umístění na Mistrovství České republiky v orientačním běhu | Umístění na Mistrovství České republiky v orientačním běhu | Umístění na Mistrovství České republiky v orientačním běhu | Umístění na Mistrovství České republiky v orientačním běhu | Umístění na Mistrovství České republiky v orientačním běhu | Umístění na Mistrovství České republiky v orientačním běhu |
| Ročník                                                     | Kategorie                                                  | Klasická                                                   | Krátká                                                     | Sprint                                                     | Noční                                                      | Ranking                                                    | Členství v klubu                                           | Štafety                                                    | Kluby                                                      | Sprint. štafety                                            |                                                            |
| ---------------------------------------------------------- | ---------------------------------------------------------- | ---------------------------------------------------------- | ---------------------------------------------------------- | ---------------------------------------------------------- | ---------------------------------------------------------- | ---------------------------------------------------------- | ---------------------------------------------------------- | ---------------------------------------------------------- | ---------------------------------------------------------- | ---------------------------------------------------------- | ---------------------------------------------------------- |
| MČR 2007                                                   | H16 – mladší dorostenci                                    | 41. místo                                                  | 19. místo                                                  |                                                            | 13. místo                                                  |                                                            | Orientační Běh Opava                                       |                                                            |                                                            |                                                            |                                                            |
| MČR 2007                                                   | H18 – starší dorostenci                                    |                                                            |                                                            |                                                            |                                                            |                                                            | Orientační Běh Opava                                       | 13. místo                                                  |                                                            |                                                            |                                                            |
| MČR 2008                                                   | H16 – mladší dorostenci                                    | 2. místo                                                   | 2. místo                                                   | 15. místo                                                  | 1. místo                                                   | 679. místo                                                 | Orientační Běh Opava                                       |                                                            |                                                            |                                                            |                                                            |
| MČR 2008                                                   | H18 – starší dorostenci                                    |                                                            |                                                            |                                                            |                                                            |                                                            | Orientační Běh Opava                                       | 17. místo                                                  |                                                            |                                                            |                                                            |
| MČR 2009                                                   | H16 – mladší dorostenci                                    | 1. místo                                                   | 4. místo                                                   | 1. místo                                                   | 1. místo                                                   | 489. místo                                                 | Orientační Běh Opava                                       |                                                            |                                                            |                                                            |                                                            |
| MČR 2009                                                   | H18 – starší dorostenci                                    |                                                            |                                                            |                                                            |                                                            |                                                            | Orientační Běh Opava                                       | 2. místo                                                   |                                                            |                                                            |                                                            |
| MČR 2010                                                   | H18 – starší dorostenci                                    | 4. místo                                                   | 5. místo                                                   | 20. místo                                                  | 2. místo                                                   | 247. místo                                                 | Orientační Běh Opava                                       | 2. místo                                                   | 3. místo                                                   |                                                            |                                                            |
| MČR 2011                                                   | H18 – starší dorostenci                                    | 1. místo                                                   | 3. místo                                                   | 3. místo                                                   | 9. místo                                                   | 1177. místo                                                | Orientační Běh Opava                                       | 1. místo                                                   | 7. místo                                                   |                                                            |                                                            |
| MČR 2012                                                   | H20 – junioři                                              | 8. místo                                                   | 4. místo                                                   | 5. místo                                                   | 2. místo                                                   | 51. místo                                                  | Orientační Běh Opava                                       |                                                            |                                                            |                                                            |                                                            |
| MČR 2013                                                   | H20 – junioři                                              | 6. místo                                                   | 2. místo                                                   | 10. místo                                                  | 1. místo                                                   | 18. místo                                                  | Orientační Běh Opava                                       |                                                            |                                                            |                                                            |                                                            |
| MČR 2013                                                   | H21 – muži                                                 |                                                            |                                                            |                                                            |                                                            |                                                            | Orientační Běh Opava                                       | 7. místo                                                   | 9. místo                                                   |                                                            |                                                            |
| MČR 2014                                                   | H21 – muži                                                 |                                                            | 43. místo                                                  | 23. místo                                                  | 5. místo                                                   | 30. místo                                                  | Orientační Běh Opava                                       | 3. místo                                                   | 20. místo                                                  | 5. místo                                                   |                                                            |
| MČR 2015                                                   | H21 – muži                                                 | 41. místo                                                  | 78. místo                                                  | 21. místo                                                  | 23. místo                                                  | 51. místo                                                  | Orientační Běh Opava                                       | 17. místo                                                  | 13. místo                                                  | 9. místo                                                   |                                                            |
| MČR 2016                                                   | H21 – muži                                                 | 40. místo                                                  | 86. místo                                                  |                                                            | 16. místo                                                  | 71. místo                                                  | Orientační Běh Opava                                       | 17. místo                                                  | 16. místo                                                  |                                                            |                                                            |
| MČR 2017                                                   | H21 – muži                                                 |                                                            | 56. místo                                                  |                                                            | 30. místo                                                  | 101. místo                                                 | Orientační Běh Opava                                       | disk                                                       | 30. místo                                                  |                                                            |                                                            |
| MČR 2018                                                   | H21 – muži                                                 | 57. místo                                                  | 89. místo                                                  |                                                            |                                                            | 127. místo                                                 | Orientační Běh Opava                                       | 23. místo                                                  | disk                                                       |                                                            |                                                            |
| MČR 2019                                                   | H21 – muži                                                 | 41. místo                                                  | 45. místo                                                  |                                                            | 30. místo                                                  | 88. místo                                                  | Orientační Běh Opava                                       | 28. místo                                                  | 28. místo                                                  |                                                            |                                                            |
| MČR 2020                                                   | H21 – muži                                                 |                                                            | 33. místo                                                  | 12. místo                                                  |                                                            | 68. místo                                                  | Orientační Běh Opava                                       | 18. místo                                                  |                                                            |                                                            |                                                            |